# Giovanni Rocco
Giovanni Rocco, italijanski dirkač.
Giovanni Rocco je prvič na dirkah za Veliko nagrado nastopil v sezoni 1934 na dirki za Veliko nagrado Neaplja, ko je z dirkalnikom Maserati 26M odstopil zaradi okvare zavor. Od sezone 1937 je dirkal v tovarniškem moštvu Officine Alfieri Maserati. Po dveh zaporednih tretjih mestih na dirkah za Veliko nagrado Firenc in Veliko nagrado Sanrema, je na dirki Coppa Acerbo v razredu Voiturette dosegel svojo prvo zmago kariere, sezono pa je končal s še enim tretjim mestom na dirki Coppa Edda Ciano. V sezoni 1938 je dosegel svoj največji uspeh kariere, zmago na dirki Targa Florio. Po dirki Targa Florio v sezoni 1940, kjer je zasedel tretje mesto, je druga svetovna vojna prekinila dirkanje v Evropi, po koncu vojne pa je med letoma 1948 in 1952 nastopil še na petih dirkah Formule 2, na katerih je kot najboljša rezultata dosegel dve sedmi mesti. 